# Thévenins teorem

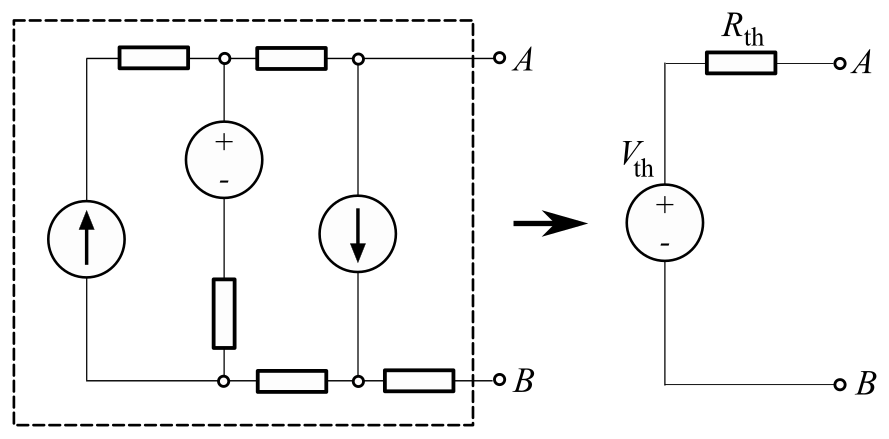
Ekvivalenta kretsar enligt Thévenins teorem. En godtyckligt uppbyggd linjär tvåpol bestående av ström- och spänningskällor och resistorer, kan ersättas med en spänningskälla V_{th} och en resistor R_{th} i serie

Thévenins teorem, uppkallat efter den franske telegrafingenjören Léon Charles Thévenin (1857–1926), innebär att varje linjär tvåpol (krets med två anslutningar) bestående av ström- och spänningskällor och resistorer, kan ersättas med en ideal spänningskälla (théveninsk källa) Vth och en seriekopplad resistor Rth. 
Den théveninska källan saknar inre resistans och är därmed oberoende av den ström den genererar. Dess duala motsvarighet är den nortonska källan som är en ideal strömkälla, vars ström är oberoende av lasten och har en oändligt hög inre resistans.
- Den ekvivalenta spänningen Vth är den spänning som kan mätas mellan A och B

- Den ekvivalenta resistansen Rth är den resistans som kan mätas mellan A och B om alla ideala spänningskällor ersätts med kortslutningar och alla ideala strömkällor ersätts med ledningsbrott

- Om A och B kopplas samman, är strömmen mellan A och B Vth/Rth (Rth kan beräknas som Vth dividerad med kortslutningsströmmen mellan A och B)

En théveninsk spänningskälla kan ses som en kortslutning, vilket innebär att om kretsen simuleras med en resistans, Rth, i serie med en théveninsk spänningskälla så kan den transformeras till en nortonsk krets med den nortonska strömmen
{\displaystyle I_{no}={\frac {V_{th}}{R_{th}}}}
Teoremet kan även appliceras på ett godtyckligt växelströmsnätverk med linjära källor och med komponenter med reaktiva/komplexvärda impedanser i stället för resistorer.
En oberoende härledning av teoremet gjordes 1853 av den tyske vetenskapsmannen Hermann von Helmholtz.

## Exempel

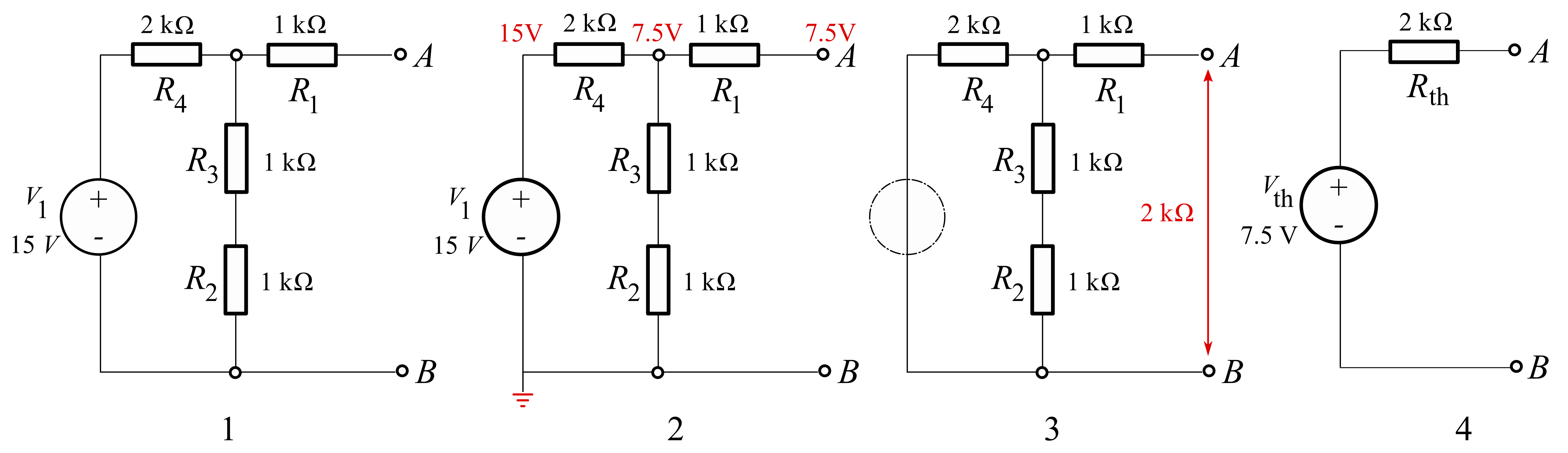
1. Den ursprungliga kretsen
2. Beräkning av den ekvivalenta spänningen
3. Beräkning av den ekvivalenta resistansen
4. Den ekvivalenta kretsen

Beräkning av den ekvivalenta spänningen:
{\displaystyle V_{\mathrm {th} }={R_{2}+R_{3} \over (R_{2}+R_{3})+R_{4}}\cdot V_{\mathrm {1} }}
{\displaystyle ={1\,\mathrm {k} \Omega +1\,\mathrm {k} \Omega  \over (1\,\mathrm {k} \Omega +1\,\mathrm {k} \Omega )+2\,\mathrm {k} \Omega }\cdot 15\,\mathrm {V} }
{\displaystyle ={1 \over 2}\cdot 15\,\mathrm {V} =7.5\,\mathrm {V} }
(notera att R1 lämnas obeaktad  då beräkningarna är gjorda under förutsättning att kretsen är öppen, att ingen last är ansluten mellan A och B (inget spänningsfall förekommer mellan A och B).
Beräkning av den ekvivalenta resistansen:
{\displaystyle R_{\mathrm {th} }=R_{1}+\left[\left(R_{2}+R_{3}\right)\|R_{4}\right]}
{\displaystyle =1\,\mathrm {k} \Omega +\left[\left(1\,\mathrm {k} \Omega +1\,\mathrm {k} \Omega \right)\|2\,\mathrm {k} \Omega \right]}
{\displaystyle =1\,\mathrm {k} \Omega +\left({1 \over (1\,\mathrm {k} \Omega +1\,\mathrm {k} \Omega )}+{1 \over (2\,\mathrm {k} \Omega )}\right)^{-1}=2\,\mathrm {k} \Omega .}

## Omvandling mellan thevenin/norton-ekvivalenta kretsar
En norton-ekvivalent krets är relaterad till en thévenin-ekvivalent krets enligt
{\displaystyle \quad R_{\mathrm {no} }=R_{\mathrm {th} }\!}
{\displaystyle \quad I_{\mathrm {no} }={\frac {V_{\mathrm {th} }}{R_{\mathrm {th} }}}}